# Alberto de Oliveira
Antônio Mariano Alberto de Oliveira (Saquarema, 28 de abril de 1857 — Niterói, 19 de Janeiro de 1937), mais conhecido como Alberto de Oliveira, foi um poeta, professor e farmacêutico brasileiro. Figura como líder do Parnasianismo brasileiro, na famosa tríade Alberto de Oliveira, Raimundo Correia e Olavo Bilac.
Foi um dos 17 filhos de José Mariano de Oliveira e Ana Maria da Encarnação, uma família que se mistura com a literatura brasileira, dentre eles sua irmã Amélia de Oliveira que foi o grande amor de Olavo Bilac.
Foi secretário estadual de educação, membro honorário da Academia de Ciências de Lisboa e imortal fundador da Academia Brasileira de Letras. Adotou o nome literário Alberto de Oliveira no livro de estreia, após várias modificações dispersas nos jornais.

## Biografia
Seu pai, mestre-de-obras, transferiu residência para o município de Itaboraí, onde construiu o teatro. De origem humilde, Antônio foi, seguindo o irmão mais velho, à capital da província, trabalhar como vendedor. Ambos moravam num barracão aos fundos da casa comercial do Sr. Pinto Moreira, em Niterói, vizinhos do pintor Antônio Parreiras, ainda anônimo, com 17 anos, que lembra, ancião, o contato com o "moço" "de andar firme e compassado".
Diplomou-se em magistério e farmácia, cursando medicina (vindo a conhecer Olavo Bilac), até o terceiro ano, mediante grande esforço pessoal, o que lhe rendeu emprego na Drogaria do "Velho Granado". Também abriu um colégio em Niterói.
Casou-se em 1889 com a viúva Maria da Glória Rebelo.
Após a glória literária, destacou-se na política como Oficial de Gabinete do primeiro presidente de Estado do Rio de Janeiro eleito José Thomaz da Porciúncula (1892-1894), do Partido Republicano Fluminense, marcadamente prudentista e antiflorianista, com a pasta de Diretor Geral da Instrução Pública do Rio de Janeiro, equivalente ao atual Secretário de Estado de Educação. Durante a tranferência da capital do estado de Niterói para Petrópolis (1894), devido às insurreições e revoltas pró e contra a Proclamação da República, permaneceu na Cidade Imperial Serrana, já que a excelência de seu trabalho o manteve no cargo durante o mandato de Joaquim Maurício de Abreu (1894–1897). Foi Professor de Português e Literatura no Colégio Pio-Americano (1905) e na Escola Dramática e Escola Normal (1914), dirigida por Coelho Neto.
Participou da famosa "Batalha do Parnaso", ocorrida no Diário do Rio de Janeiro entre 1878 e 1881 contra o Ultra-romantismo piegas e já desgastado, junto com Teófilo Dias, Artur Azevedo e Valentim Magalhães, resgatando as origens do Romantismo dialogadas com aqueles "novos tempos". Reunidos em torno de Artur de Oliveira, num café da Rua do Ouvidor, eram integrantes da vanguarda "Ideia Nova", ao lado de Fontoura Xavier, Carvalho Jr. e Affonso Celso Jr., que lhe prefaciou o Livro de Ema (deslocado da 1a. para a 2a. série das Poesias). Inspirados na Arte Moderna da França, feita por Théophile Gautier, Théodore de Banville, Charles Baudelaire e Leconte de Lisle, os "Tetrarcas" do Parnasianismo, e, secundariamente, em Sully Prudhome e José-Maria de Heredia, fizeram todos a maior revolução na poesia brasileira até então, importantíssima para a consolidação da Modernidade do Brasil, no tocante à literatura, a partir da eleição do "Novo" como valor e da "Ruptura" como sistema, tradição.

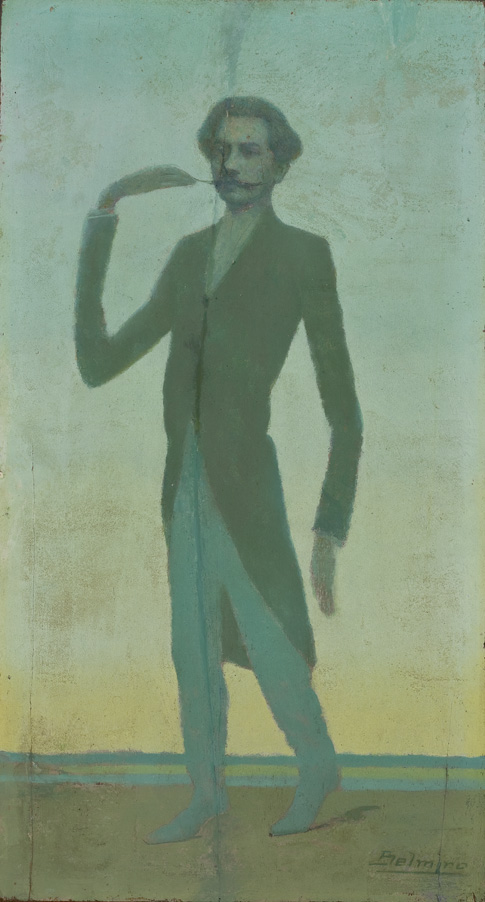
Caricatura do poeta Alberto de Oliveira, feita pelo pintor Belmiro de Almeida (Museu de Arte de São Paulo, São Paulo).

Envolveu-se com os fundadores da inovadora Gazeta de Notícias, Manuel Carneiro e Ferreira de Araújo, publicando poemas posteriormente reunidos no livro Canções Românticas (prefácio de Teófilo Dias) (1878) e conhecendo neste jornal o amigo Machado de Assis, que o citou no famoso artigo "A Nova Geração" (Revista Brasileira, 1879) bem como lhe prefaciou Meridionais (1884), ainda financiadas pelo jornal, livro-chave para a ideia Nova da Nova Geração, só mais tarde referida conceitualmente, "rotulada" ou esquematizada como "estilo parnasiano".
Decorrido apenas um ano, publica, sob encomenda dos leitores, Sonetos e poemas (1885), consagrando-se junto ao público, o que lhe rende um prefácio de T. A. Araripe Jr. ao livro seguinte, Versos e rimas (1895), títulos talvez alusivos a Sonetos e rimas (1880), de Luís Guimarães Jr., também Jovem Poeta, como eram conhecidos esses revolucionários em prol da poesia autêntica sem os clichês românticos. Depois de quatro livros publicados, foi convidado por Machado de Assis para a Fundação da Academia Brasileira de Letras, em 1897, ocasião em que se vê a longevidade do convívio entre o romancista e o poeta.
Com Raimundo Correia e Olavo Bilac, formou a tríade mais representativa da ideia Nova da Nova Geração, hoje chamado Parnasianismo, reunida em sua casa no bairro Barreto, Niterói, à época capital de província, e depois no seu famoso Solar da Engenhoca, sito à mesma cidade, ou no bairro Neves, São Gonçalo, residência anterior. Impecável na métrica e correto na forma, sofre uma vaia que parece ainda ecoar desde a Semana de Arte Moderna de 1922, na voz de críticos literários fiéis à ideia modernista. Mário de Andrade, rancoroso pela rejeição dos parnasianos ao seu livro parnasiano Há uma gota de sangue em cada poema (1917), se empenha em retaliar o velho estilo, cuja principal vítima era o poeta de Saquarema, como se vê nos ensaios "Mestres do Passado", publicados no Jornal do Commercio em 1921 e na "Carta Aberta a Alberto de Oliveira", publicada na Revista Estética no. 3, em 1925.
Nos últimos anos de sua vida, proferiu conferência "O Culto da Forma na Poesia Brasileira", (1913, Biblioteca Nacional; 1915, São Paulo) e ainda foi homenageado pelo Jornal do Commercio, em 1917. No mesmo ano, recebeu Goulart de Andrade na Academia Brasileira de Letras. Foi eleito  Príncipe dos Poetas Brasileiros, pelo concurso da revista Fon-Fon (1924), título desocupado desde a morte de seu discípulo e amigo Olavo Bilac, falecido em 1918. Em 1935, prestigia o Cenáculo Fluminense de História e Letras, com sua gloriosa presença. Sem dúvida, o Poeta-Professor é "Andarilho Fluminense", semeando Lirismo e Educação em todos os lugares por que passou: Saquarema, Rio Bonito, Itaboraí, Niterói, São Gonçalo, Petrópolis, Campos e Rio de Janeiro (no seu Estado natal), além de Araxá, São Paulo, Curitiba.
Seus incontáveis versos falam da pujança da natureza fluminense e dos encantos da mulher brasileira, ambas freqüentemente evocadas pela memória. Os temas da Grécia Antiga, que caracterizam o Parnasianismo de moldes franceses, formam uma pequena minoria da obra, em torno de 10%.
Vê-se sua herma no Jardim do Russel (Rio de Janeiro, capital), obra do escultor Petrus Verdier, ou na sede histórica da Prefeitura Municipal de Niterói (jardim de entrada), obra do escultor H. Peçanha.

## Obras
- Canções Românticas. Rio de Janeiro: Gazeta de Notícias, 1878.
- Meridionais. Rio de Janeiro: Gazeta de Notícias, 1884.
- Sonetos e Poemas. Rio de Janeiro: Moreira Maximino, 1885.
- Relatório do Diretor da Instrução do Estado do Rio de Janeiro: Assembléia Legislativa, 1893.
- Versos e Rimas. Rio de Janeiro: Etoile du Sud, 1895.
- Relatório do Diretor Geral da Instrução Pública: Secretaria dos Negócios do Interior, 1895.
- Poesias (edição definitiva). Rio de Janeiro: Garnier, 1900. (com juízos críticos de Machado de Assis, Araripe Júnior e Afonso Celso)
- Poesias, 2ª série. Rio de Janeiro: Garnier, 1905.
- Páginas de Ouro da Poesia Brasileira. Rio de Janeiro: Garnier, 1911.
- Poesias, 1ª série (edição melhorada). Rio de Janeiro: Garnier, 1912.
- Poesias, 2ª série (segunda edição). Rio de Janeiro: Garnier, 1912.
- Poesias, 3ª série Rio de Janeiro: F. Alves, 1913.
- Céu, Terra e Mar. Rio de Janeiro: F. Alves, 1914.
- O Culto da Forma na Poesia Brasileira. São Paulo: Levi, 1916.
- Ramo de Árvore. Rio de Janeiro: Anuário do Brasil, 1922.
- Poesias, 4ª série. Rio de Janeiro: F. Alves, 1927.
- Os Cem Melhores Sonetos Brasileiros. Rio de Janeiro: Freitas Bastos, 1932.
- Poesias Escolhidas. Rio de Janeiro: Civ. Bras. 1933.
- Póstuma. Rio de Janeiro: Academia Brasileira de Letras, 1944.